# Basarkod, Muddebihal
Basarkod là một làng thuộc tehsil Muddebihal, huyện Bijapur, bang Karnataka, Ấn Độ.